# Jadwiga Wiśniewska
Jadwiga Maria Wiśniewska (ur. 2 lipca 1963 w Myszkowie) – polska polityk, pedagog, posłanka na Sejm V, VI i VII kadencji (2005–2014), posłanka do Parlamentu Europejskiego VIII, IX i X kadencji (od 2014).

## Życiorys
Ukończyła studia w Wyższej Szkole Pedagogicznej w Częstochowie. Pracowała jako nauczycielka, a od 2003 jako dyrektorka szkoły podstawowej w Gniazdowie.
Od 2002 zasiadała w radzie powiatu myszkowskiego. W 2005 z listy Prawa i Sprawiedliwości została wybrana na posła V kadencji w okręgu częstochowskim. W Sejmie była wiceprzewodniczącą Komisji do Spraw Kontroli Państwowej oraz wiceprzewodniczącą Grupy Polsko-Słowackiej. Podczas prac nad projektem zmiany Konstytucji RP w 2007 była pierwszą przewodniczącą komisji nadzwyczajnej powołanej do jego rozpatrzenia. W wyborach parlamentarnych w 2007 po raz drugi uzyskała mandat poselski, otrzymując 20 814 głosów. W 2011 kandydowała w wyborach parlamentarnych z 1. miejsca na liście komitetu wyborczego Prawa i Sprawiedliwości w okręgu wyborczym nr 28 w Częstochowie i uzyskała mandat poselski; oddano na nią 34 491 głosów (15,36% głosów oddanych w okręgu).
Została wiceprezesem okręgu częstochowskiego Prawa i Sprawiedliwości i członkinią rady politycznej tej partii. W wyborach do Parlamentu Europejskiego w 2014 z listy PiS uzyskała mandat eurodeputowanej VIII kadencji. Została członkinią Komisji Ochrony Środowiska, Zdrowia Publicznego i Bezpieczeństwa Żywności, Komisji Praw Kobiet i Równouprawnienia, a także zastępcą w Komisji Kultury i Edukacji. W wyborach do Parlamentu Europejskiego w 2019 z powodzeniem ubiegała się o reelekcję, uzyskując trzeci najlepszy wynik w kraju (409 373 głosy). W kolejnych wyborach w 2024 po raz trzeci została wybrana na posłankę do Europarlamentu.

## Wyniki w wyborach ogólnopolskich
| Wybory | Komitet wyborczy                   | Komitet wyborczy       | Organ           | Okręg            | Wynik        |
| ------ | ---------------------------------- | ---------------------- | --------------- | ---------------- | ------------ |
| 2005   |                                    | Prawo i Sprawiedliwość | Sejm V kadencji | nr 28            | 6131 (3,35%) |
| 2007   | Sejm VI kadencji                   | Prawo i Sprawiedliwość | 20 814 (8,14%)  | nr 28            |              |
| 2011   | Sejm VII kadencji                  | Prawo i Sprawiedliwość | 34 491 (15,36%) | nr 28            |              |
| 2014   | Parlament Europejski VIII kadencji | Prawo i Sprawiedliwość | nr 11           | 44 763 (5,28%)   |              |
| 2019   | Parlament Europejski IX kadencji   | Prawo i Sprawiedliwość | nr 11           | 409 373 (25,60%) |              |
| 2024   | Parlament Europejski X kadencji    | Prawo i Sprawiedliwość | nr 11           | 145 218 (10,90%) |              |

## Życie prywatne
Mężatka, ma córkę.

## Odznaczenia i wyróżnienia
- Medal Komisji Edukacji Narodowej[7] (2019)
- Medal „Pro Patria” (2019)[8]
- Złoty Medal Reipublicae Memoriae Meritum (2024)[9]
- Statuetka IKAR przyznana przez Stowarzyszenie Więzionych Internowanych i Represjonowanych „WIR”, Stowarzyszenie Solidarność i Niezawisłość oraz Region Częstochowski NSZZ „Solidarność” (2019)[10]
- Statuetka Syderyty 2018 (2019)[11]
- Maecenas Silesiae – tytuł przyznawany przez Zespół Pieśni i Tańca „Śląsk” (2020)[12]
- Tytuł Europejskiego Ambasadora Województwa Śląskiego (2021)[13]
- Gwiazda Górnośląska (2021)[14]